# Golfvaardigheidsbewijs
Het golfvaardigheidsbewijs (GVB) is in Nederland een bewijs dat de houder aan de elementaire eisen van het golfen voldoet, en daarmee de basisprincipes van het spel beheerst. Het hebben van een GVB is een toegangseis op veel golfbanen. 
Het GVB wordt verstrekt in de vorm van een pas van de Nederlandse Golf Federatie (NGF). Een golfer dient zich bij een club of een daartoe door de NGF aangewezen organisatie aan te sluiten om een pas te verkrijgen. De pas is geldig van 1 januari tot 1 april van het daarop volgende jaar en dient jaarlijks verlengd te worden. Sinds 1 april 2012 wordt een starthandicap aan het GVB gekoppeld, het Clubhandicap 54. 
Om het GVB-examen te halen en daarmee Clubhandicap 54 te registreren, moet men eerst een baanpermissie halen. Hierna kan men het golfregelexamen en het praktisch examen afleggen. Men kan het praktisch examen pas afleggen nadat men een baanpermissie heeft en het golfregelexamen met goed gevolg heeft afgelegd. De volgorde waarin men de baanpermissie en het golfregelexamen haalt, is een vrije keus.

## Examen
Sinds april 2012 zijn de GVB Proeve van bekwaamheid en de Vaardigheidstest vervallen en vervangen door het huidige systeem.
Om het GVB te behalen, dient een GVB-examen afgelegd te worden dat bestaat uit twee onderdelen:
- Deel 1: Golfregelexamen
- Deel 2: Praktisch examen (Qualifying kaart lopen over 9 of 18 holes).

Het GVB-examen wordt afgenomen op door de NGF daartoe aangewezen examenlocaties.

### Golfregelexamen
Het golfregelexamen, dat wordt afgenomen onder toezicht van een examinator, bestaat uit een schriftelijke multiple-choicetest van 30 vragen en duurt maximaal 60 minuten. De vragen gaan over de regels in de meest voorkomende spelsituaties en over de golfetiquette, met een vraag over het stablefortsysteem en de berekening daarvan. Door minimaal 23 vragen goed te beantwoorden, is men geslaagd voor het golfregelexamen. Het is niet toegestaan tijdens het examen gebruik te maken van het regelboekje of ander referentiemateriaal. Het golfregelexamen blijft altijd geldig. In uitzonderlijke gevallen mag de examinator het golfregelexamen mondeling afnemen. Dit geldt onder andere voor:
- kinderen jonger dan 14 jaar
- spelers die geen Nederlands spreken en/of schrijven
- kandidaten die al twee keer zijn gezakt voor het examen
- bijzondere omstandigheden.

In geval van een mondeling examen dient men dezelfde vragen als op schrift te beantwoorden.
Het is bij de meeste clubs ook mogelijk om een golf theoriecursus (regelcursus) te volgen. Soms in de vorm van twee avonden of in de vorm van een minimaal twee uur durende cursus waarin de belangrijkste basisregels worden besproken. Eventueel direct gevolgd door een schriftelijk examen.

### Praktisch examen
Het praktisch examen bestaat uit het lopen van een zogenaamde Qualifying kaart over 9 of 18 holes, spelend met handicap 54. Deze kaart loopt men met een marker met minimaal Clubhandicap 54. Dit hoeft dus geen examinator van de NGF te zijn. In deze ronde golf dient men minimaal 18 punten over 9 holes,respectievelijk 36 punten over 18 holes te scoren om Clubhandicap 54 aan te kunnen vragen.